# Jezabel (película de 2022)
Jezabel es una película venezolano-mexicana dirigida por Hernán Jabes y estrenada en 2022, basada en la novela homónima de Eduardo Sánchez Rugeles. Jezabel narra la historia de un grupo de jóvenes de clase alta en Venezuela y sus excesos, al igual que los esfuerzos de un periodista años después de esclarecer el asesinato de una de ellas.

## Sinopsis
La película se ambienta en 2033, en una Venezuela futurista después de la Revolución bolivariana. Alain comienza un romance con el periodista Salvador, quien busca esclarecer las circunstancias de la muerte de Eliana Bloom, amiga cercana Alain que fue abusada sexualmente y asesinada en su apartamento en 2017. La historia narra dos tiempos, entre el presente y el pasado, en el contexto de las protestas de Venezuela del mismo año. Alain recuerda su año de bachillerato con su grupo de amigas de clase alta, sin preocupaciones y con excesos, drogas, sexo y fiestas.

## Reparto
- Gabriel Agüero, como Alain
- Johanna Juliethe, como Loló
- Eliane Chipia, como Eli
- Shakti Maal, como Cacá
- Erich Wildpret, como Salvador

## Producción
El director Hernán Jabes leyó la novela Jezabel de Eduardo Sánchez Rugeles por primera vez en 2015 y en una sola sentada. La historia le impactó y gustó tanto que pensó de inmediato en realizar una adaptación cinematográfica. Contactó al autor para proponerle el proyecto, quien aceptó sin dudarlo. Jabes y Sánchez Rugeles trabajaron en el guion a distancia, debido a que el escritor vivía en Madrid y el director residía en Caracas. Ambos se reunían a través de Skype dos veces por semana en sesiones de tres horas. A pesar de las fallas de audio e imagen, la adaptación del guion fue fluida, cómoda. Tanto Jabes como Sánchez Rugeles compartían la misma visión de la historia, no tuvieron mayores diferencias y quedaron muy conformes con el trabajo.
El guion se concluyó en año y medio y el rodaje del filme empezó en 2018, entre Venezuela y Ciudad de México. Primero se filmó la etapa pasada y adolescente de los personajes, en ciudades como Caracas, Guarenas, Guatire y La Guaira, y después la etapa presente y adulta. Entre ambas partes el rodaje se paró por cinco meses para que el actor tuviera un cambio físico y psicológico y debido a que se acabó el presupuesto al ser una producción independiente, por lo que se necesitó buscar los fondos para continuar.

## Lanzamiento
El director temía que el lanzamiento de la película no fuese aprobado en Venezuela debido al contexto en el que se desarrolla, al igual que su temática fuerte. Películas como El Inca, de Ignacio Castillo Cottin, o Infección, de Flavio Pedota, fueron censuradas en años anteriores por motivos similares, pero Jezabel fue aceptada y estrenada en Venezuela el 11 de agosto de 2022.

## Recepción
En 2022, Jezabel obtuvo los reconocimientos en el Festival de Cine Venezolano del Premio de la Prensa, Mejor Actor Principal, Mejor Actriz de Reparto y Mejor Edición y Montaje, siendo la segunda película más galardonada, al igual que fue seleccionada como la Mejor Película Venezolana de 2022 por el Círculo de Críticos Cinematográficos de Caracas. La película recibió 13 galardones en la V edición Premios Soto, de la Academia Venezolana de Cine, y fue nominada a 11 categorías de los Premios Platino en Madrid, incluyendo Mejor Dirección, Mejor Guion, Mejor Interpretación Masculina (Gabriel Agüero), Mejor Interpretación Femenina de Reparto (Eliane Chipia y Shakti Maal) y Mejor Interpretación Masculina de Reparto (Erich Wildpret), entre otras.
La película también fue presentada en el Festival de Cannes, el Festival Internacional de Cine de Miami, Festival de Málaga, y el Festival Internacional de Cine de Barcelona, donde Gabriel Agüero obtuvo el Premio al Mejor Actor.